# ريتشارد ويلسون (لاعب كرة قدم مواليد 1956)
ريتشارد ويلسون (بالإنجليزية: Richard Wilson)‏ (مواليد 8 مايو 1956) هو لاعب كرة قدم. يلعب مع منتخب نيوزيلندا لكرة القدم. سبق له أن لعب في كأس العالم لكرة القدم مع منتخب بلاده.

## روابط خارجية
- ريتشارد ويلسون على موقع الاتحاد الدولي (مؤرشف)  (الإنجليزية)
- ريتشارد ويلسون على موقع قاعدة بيانات كرة القدم.إي يو (الإنجليزية)
- ريتشارد ويلسون على موقع ناشيونال فوتبول تيمز (الإنجليزية)
- ريتشارد ويلسون على موقع عالم كرة القدم.نت (الإنجليزية)